# John Alexander Manifold
John Alexander Manifold, britanski general, * 1884, † 1960.